# Les Forces de l'esprit
Les Forces de l'esprit est un récit biographique écrit par l'ancien président de la république François Mitterrand. Il porte en sous-titre Messages pour demain.
Le titre est une référence à la phrase mystique qu'il prononça lors de ses derniers vœux présidentiels en 1995 « Je crois aux forces de l'esprit et je ne vous quitterai pas ».

## Éditions
- Les Forces de l'esprit, éditions Fayard, 7 janvier 1998  (ISBN 2-213-60070-8).